# 修正咖啡
卡瑞托咖啡或修正咖啡（義大利語：Caffè corretto）是一种意大利咖啡，它由意大利濃縮咖啡与烈酒混合而成，「修正」(意大利语：Corretto) 指用酒精把咖啡的清醒作用向回拉扯。通常是渣釀白蘭地混合而成。
卡瑞托咖啡以酒為主體，將咖啡入酒——選用酒精度極高的蒸餾酒和濃郁的咖啡香料混合調配，是一種盛放在 （小咖啡杯）杯中的浓缩咖啡，但是混入一些你喜歡的烈性酒（較常見的有渣釀白蘭地、珊布卡、干邑白蘭地、蘭姆、或是貝禮詩奶酒）。品嚐的時間通常是在飯後來上一杯。酒與咖啡共飲帶來的刺激口感和濃郁氣氛使人沉醉，但專家建議不宜貪杯。